# 承和 (北凉)
承和（433年四月-439年九月），或作永和，是十六国時期北涼君主沮渠牧犍的年號，共計6年餘。
由於《太平御覽》引《十六国春秋》作永和年號，因此《資治通鑒·宋紀·元嘉十年》條跟隨；記載紀元的書籍又跟隨通鑒的記載。學者根據《高僧傳》、《魏書》和《北史》的相同記載承認沮渠牧犍的承和年號，從而認爲永和年號為錯誤。 
另外，甘肅出土的石刻有“……緣禾三年嵗次甲戌”字樣。。學者認爲永和年號可能緣和之錯誤，
但是“緣和三年嵗次甲戌”則指“緣和元年”應為壬申年，與史書記載的永和或承和的干支均不合。

## 纪年
| 承和 | 元年  | 二年  | 三年  | 四年  | 五年  | 六年  | 七年  |
| ---- | ----- | ----- | ----- | ----- | ----- | ----- | ----- |
| 公元 | 433年 | 434年 | 435年 | 436年 | 437年 | 438年 | 439年 |
| 干支 | 癸酉  | 甲戌  | 乙亥  | 丙子  | 丁丑  | 戊寅  | 己卯  |

## 参看
- 中国年号索引
- 其他使用承和、永和年號的政權
- 同期存在的其他政权年号
  - 元嘉（424年八月—453年十二月）：南朝宋皇帝宋文帝刘义隆的年号
  - 太興（431年正月-436年五月）：北燕政权冯弘年号
  - 神䴥（428年二月-431年十二月）：北魏政权北魏太武帝拓跋燾年号
  - 延和（432年正月-435年正月）：北魏政权北魏太武帝拓跋燾年号
  - 太延（435年正月-440年六月）：北魏政权北魏太武帝拓跋燾年号
  - 泰始（432年正月-437年四月）：南朝時益州領導趙廣、程道養年号
  - 建義（436年三月-442年五月）：仇池政权楊難當年号